# Кістинці
Кістинці (груз. ქისტები kist'ebi, чеч. кистӀий, латиніз. Kistoj, Kisti, Nokhcho, Nakhcho) — чеченський субетнос у Грузії . Здебільшого вони проживають у Панкіській ущелині, у східному грузинському регіоні Кахетія (приблизно 9 000 кістинців). Сучасні кістинців не слід плутати з історичним терміном кістинці  , етнонімом грузинського походження, який використовувався для позначення народів нахів у середньовіччі.

## Походження
Походження кістинців сягає їхніх прабатьків у нижній Чечні. У 1830—1870-х роках вони мігрували в східно-грузинську Панкіську ущелину і деякі прилеглі землі провінцій Тушетія і Кахетія.
У тому ж самому регіоні Грузії також існує споріднена, але все ще інша спільнота накхського походження, яка називається бацбійцями
У 1886 році було зафіксовано 2314 кістів, які проживали у Грузії. За даними російського імператорського перепису 1897 року в Грузії проживало 2502 чеченця, з яких 2397 проживали в Тіонецькому районі (до складу якого входила Панкіська долина). За радянським переписом населення 1939 року кількість чеченців, які проживали в Грузії, становила 2533 особи. 

## Географічне поширення
Зараз у Панкісі є шість сіл кістинців: Дуїсі, Дзібахеві, Джоколо, Шуа Халацані, Омало і Біркіані. Громада кістинців залишається досить невеликою і розкидана по північно-східній Грузії, але за останнє десятиліття кількість жителів району Панкісі зросла щонайменше вдвічі через наплив біженців із сусідньої Чечні.
У 1989 році було підраховано, що в Панкісі проживало приблизно 43% кістів, 29% грузин і 28% осетин, але багато осетин згодом втекли в результаті більш ворожої ситуації через грузино-осетинський конфлікт. 

## Історія

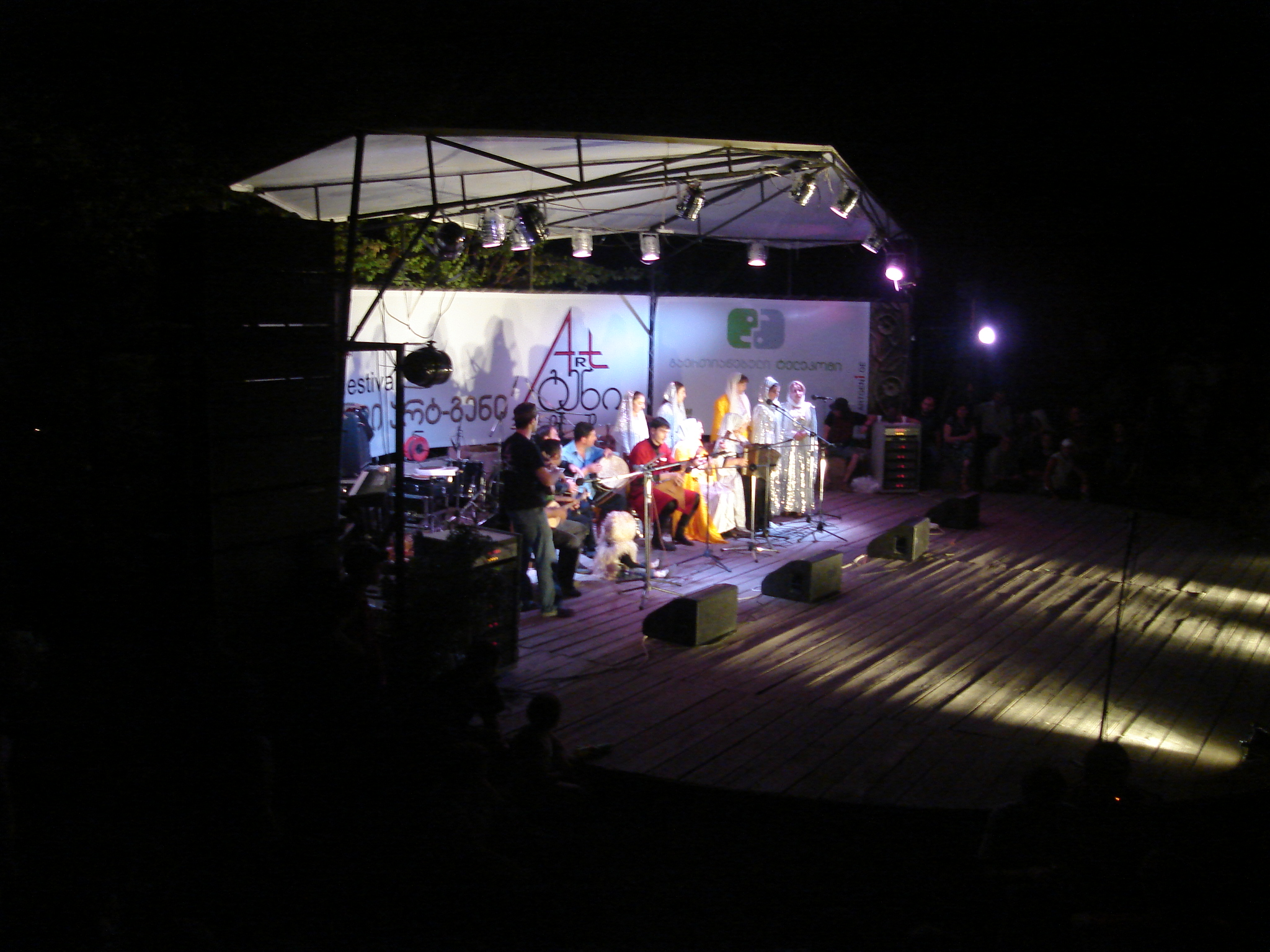
Фольклорний ансамбль «Кіст» «Панкісі» на фестивалі «Арт-Ген» у Тбілісі

Рання історія народу маловідома, і є мало джерел, що згадують їх традиції, культуру та історію. Єдині історичні джерела про етнічних кістинців у районі Панкісі є в грузинській пресі 1880-их років.  Автори: Е. Гугушвілі, Закарія Гулісашвілі, Іване Букураулі та Мате Албуташвілі (етнічний кістинець).
Один із найвидатніших грузинських поетів Важа-Пшавела присвятив свій епос «Алуда Кетелаурі» і «Хазяїн і гість» історії міжкістинсько-хевсурського конфлікту, що стався у 18-19 століттях. Виходячи з релігійних і культурних відмінностей, обидва кавказькі народи вели запеклі бої. Важа-Пшавела оспівує героїзм обох народів і підкреслює безглуздість їхнього конфлікту.
Під час Другої світової війни Кісти були єдиними чеченцями в Радянському Союзі, яких етнічно не депортував Сталін у 1944 році .
Під час Другої чеченської війни Кісти дали притулок близько 7 тисяч біженців з Чечні. 

## Релігія
Більшість кістінців дотримуються сунізму та мусульманських вірувань з анімістичною народною релігією.  Проте  в Панкісі, Тушетії та Кахетії є невеликі осередки християнських кістинців. 
До цього дня деякі кістинці поклоняються хевсуретським священним місцям (джварі) і приносять жертви анаторі джварі поблизу хевсуретського села Шатілі, що розташоване на грузинсько-чеченському кордоні. Анаторі джварі також вважалися священними чеченцями в Маїсті та Мелхісті. Горяни як з Північного Кавказу, так і з Грузії разом брали участь у релігійних святкуваннях до закриття кордонів. Хоча сьогодні кістинці моляться здебільшого в мечеті в селі Дуїсі, вони також приїзджають на місця старих, нині зруйнованих християнських святилищ. Серед них християни моляться в церкві Святого Георгія в селі Джоколо і відвідують релігійне свято Алавердоба в Алаверді монастирі Кахетії. Крім того, кістинцісвяткують Тетрі Джорджоба, місцевий варіант Дня Святого Юра .
Коли кістинці вперше прибули в долину на початку 19 століття з Чечні та Інгушетії, їхні релігійні обряди включали як іслам, так і споконвічну накхську релігію, з деякими збігами з віруваннями корінного населення їхніх гірських сусідів-грузинів. Були й християнські впливи. У другій половині 19 століття російський уряд тиснув на кістинців, щоб вони навернулися до православного християнства, і були різні епізоди масових хрещень і будівництва церков. У 1902 році кістинці, які залишилися мусульманами, побудували мечеть в Дуїсі, але російський уряд відмовився її визнати. Мечеть Дуїсі була примусово закрита, разом з іншими релігійними спорудами після більшовицької революції, і не відкрилася до 1960 року. Санікідзе зазначає, що багато кістів, незалежно від їхнього призначення, мають суміш мусульманських, християнських та корінних релігійних обрядів.

## Дивись також
- Вайнахи

## Зовнішні посилання
- Gould, Rebecca (2011). Secularism and Belief in Georgia's Pankisi Gorge. Journal of Islamic Studies. 22 (3): 339—373. doi:10.1093/jis/etr061.
- Панкіська ущелина Грузії: етнографічний огляд [Архівовано 16 жовтня 2009 у Wayback Machine.]
- Етнічні групи в Грузії № 5 - Кісти . The Georgian Times . 11 квітня 2008 року.